# Wladimir Georgijewitsch Kineljow
Wladimir Georgijewitsch Kineljow (russisch Влади́мир Гео́ргиевич Кинелёв; * 28. Januar 1945 in Ust-Kalmanka, Region Altai, RSFSR, UdSSR) ist ein russischer Politiker und Wissenschaftler.

## Leben
Kineljow studierte Mitte der 1960er Jahre an der Höheren Technischen Schule Moskau (heute Staatliche Technische Universität Moskau „N. E. Bauman“). Dort lehrte er von 1973 bis 1990.
Von 1993 bis 1996 war Kineljow Vorsitzender des russischen Staatskomitees für Hochschulbildung. Im Anschluss daran bekleidete er bis Februar 1998 den Posten des Bildungsministers Russlands.
Zwischen 1998 und 2007 fungierte Kineljow als Direktor des UNESCO-Instituts für Informationstechnologien im Bildungswesen.